# Partido Progressista
Det Progressive Parti (portugisisk: Partido Progressista) var et politisk parti i Portugal under det konstitutionelle monarki i slutningen af det 19. århundrede, partiet eksisterede mellem september 1876 og 1910. Partiet gik ideologisk ind for antiklerikalisme og liberalisme.
I den periode partiet eksisterede havde de flere gange regeringsposten i Portugal.
| Politik | Spire Denne artikel om politik og ideologi er en spire som bør udbygges. Du er velkommen til at hjælpe Wikipedia ved at udvide den. |